# Beck-Peccoz

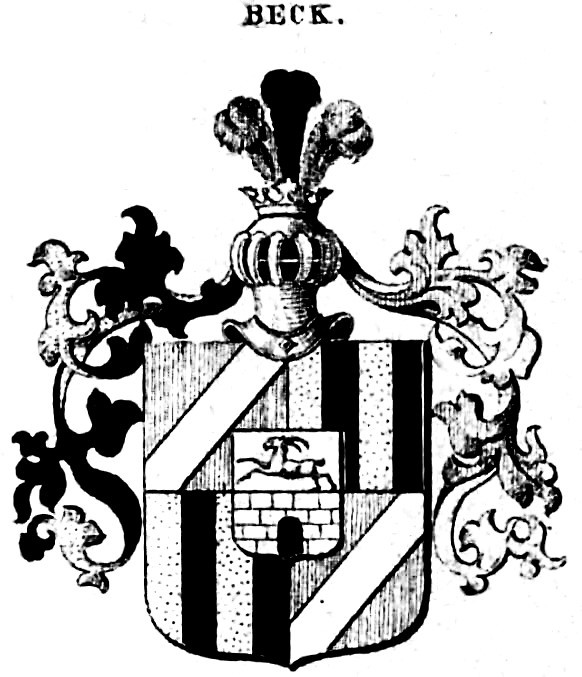
Wappen derer von Beck (1840)

Beck-Peccoz ist ein aus Gressoney stammendes Geschlecht, wo es seit 1661 als Peccoz erscheint.

## Geschichte
Im 18. Jahrhundert kamen einige Familienmitglieder als Kaufleute nach Bayern. Am 17. Oktober 1840 wurden die Brüder Anton und Carl Peccoz (Begründer der Pasinger Papierfabrik) als Freiherren von Beck durch Ludwig I. in den Adelstand erhoben und am 16. April 1842 erfolgte die sardinische Anerkennung des Freiherrentitels unter dem Namen Peccoz. Die endgültige Einführung des Titels und Namens „Freiherr von Beck-Peccoz“ im Königreich Bayern fand im Februar 1890 statt.
Seit 1846 sind Schloss Au und  seit 1862 Schloss Kühbach im Besitz des Geschlechts. Schloss Haag wurde 1854 durch Carl von Beck abgerissen.

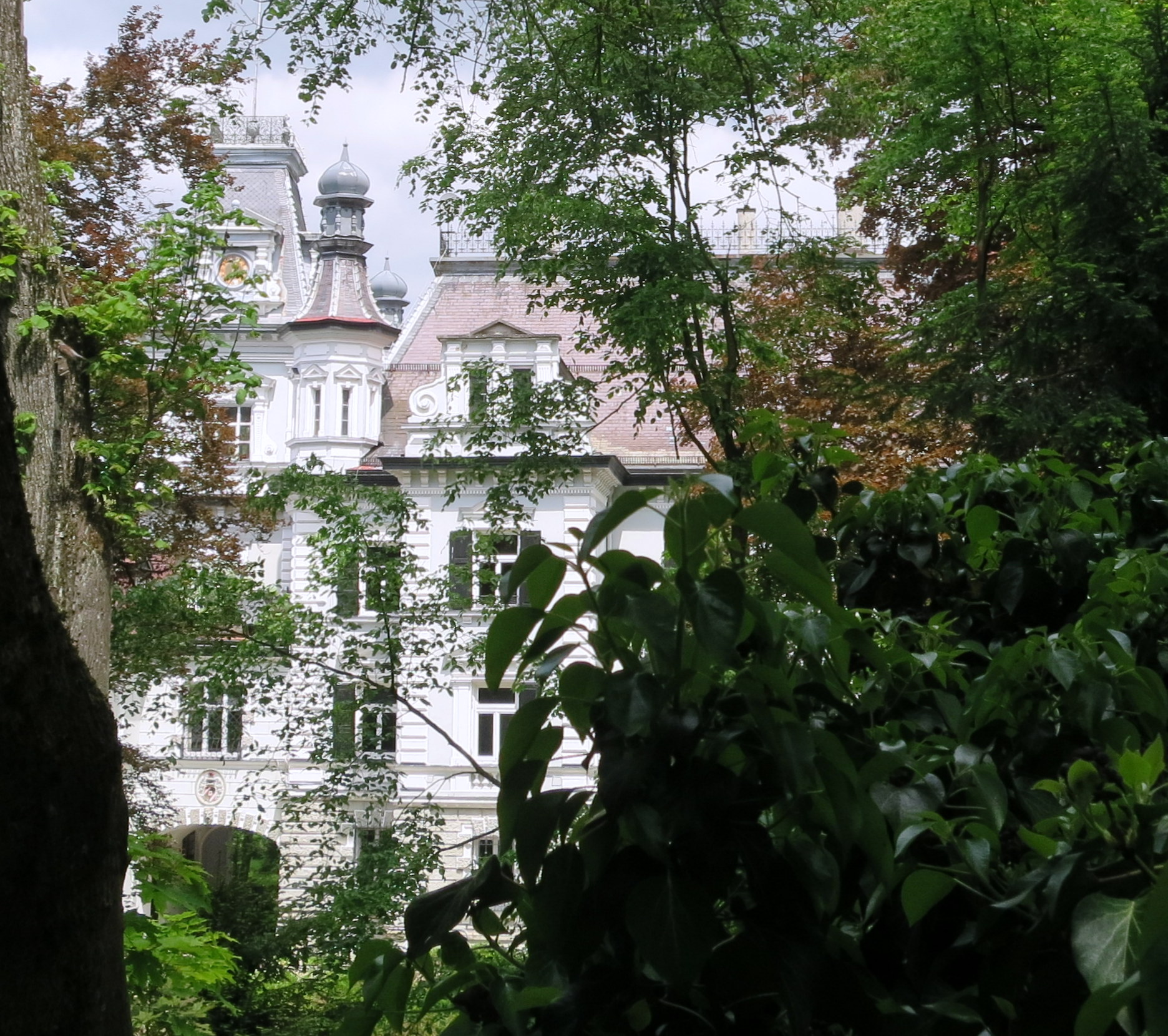
Schloss Au
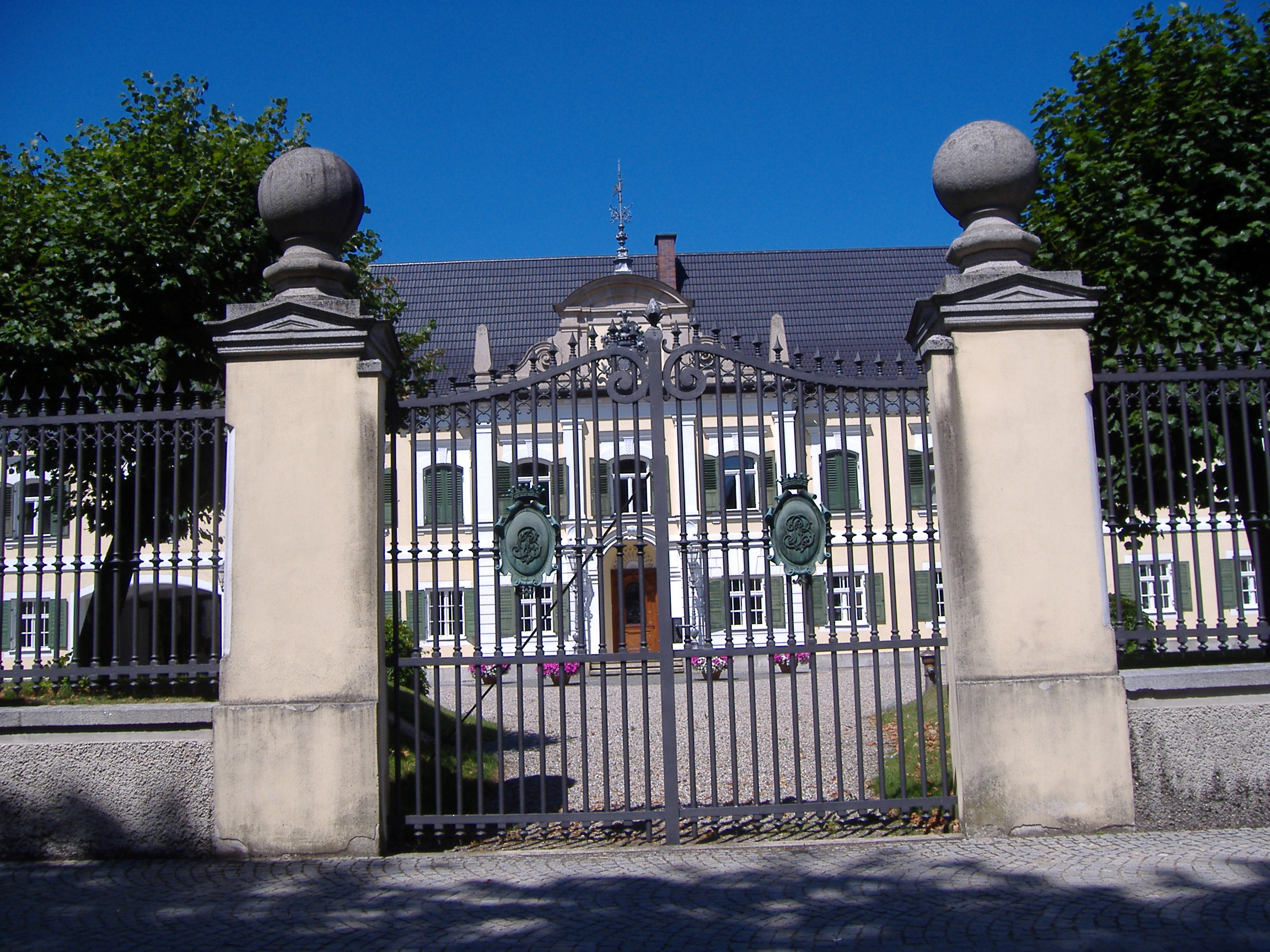
Schloss Kühbach

## Wappen
Blasonierung des Wappens von 1840: Geviert und belegt mit silbernem Herzschild, darin auf einem Mauertor ein springender Steinbock, 1 und 4 in Rot ein silberner Schräglinksbalken, 2 und 3 von Gold und Schwarz dreimal gespalten. Auf dem Helm mit rechts schwarz-goldenen, links rot-silbernen Decken (rot, schwarz, rot) sind Straußenfedern.
Blasonierung des Wappens von 1890: Geviert und belegt mit silbernem Herzschild, darin auf einem Mauertor ein springender Steinbock, 1 und 4 in Rot ein silberner Schräglinksbalken, 2 und 3 von Gold und Schwarz dreimal gespalten. Auf dem Helm mit rechts rot-silbernen, links schwarz-silbernen Decken thront ein Steinbock.